# Currie Cup 1996
La Currie Cup de 1996 fue la quincuagésima octava edición del principal torneo de rugby provincial de Sudáfrica.
El campeón fue el equipo de Natal quienes obtuvieron su cuarto campeonato.

## Clasificación

### Sección A
| Pos. | Equipo                  | Encuentros | Encuentros | Encuentros | Encuentros | Tantos | Tantos | Tantos | Puntos |
| Pos. | Equipo                  | PJ         | PG         | PE         | PP         | F      | C      | Dif    | Puntos |
| ---- | ----------------------- | ---------- | ---------- | ---------- | ---------- | ------ | ------ | ------ | ------ |
| 1.º  | Natal                   | 12         | 12         | 0          | 0          | 673    | 212    | +461   | 24     |
| 2.º  | Transvaal               | 12         | 9          | 1          | 2          | 456    | 252    | +204   | 19     |
| 3.º  | South Eastern Transvaal | 12         | 6          | 2          | 4          | 292    | 363    | -71    | 14     |
| 4.º  | Boland                  | 12         | 6          | 0          | 6          | 250    | 308    | -58    | 12     |
| 5.º  | Eastern Province        | 12         | 3          | 1          | 8          | 245    | 341    | -96    | 7      |
| 6.º  | Border                  | 12         | 2          | 2          | 8          | 244    | 422    | -178   | 6      |
| 7.º  | Western Transvaal       | 12         | 1          | 0          | 11         | 268    | 530    | -262   | 2      |

|  | Cuartos de final. |

### Sección B
| Pos. | Equipo                  | Encuentros | Encuentros | Encuentros | Encuentros | Tantos | Tantos | Tantos | Puntos |
| Pos. | Equipo                  | PJ         | PG         | PE         | PP         | F      | C      | Dif    | Puntos |
| ---- | ----------------------- | ---------- | ---------- | ---------- | ---------- | ------ | ------ | ------ | ------ |
| 1.º  | Northern Transvaal      | 12         | 11         | 0          | 1          | 707    | 202    | +500   | 22     |
| 2.º  | Free State              | 12         | 9          | 1          | 2          | 558    | 280    | +278   | 19     |
| 3.º  | Western Province        | 12         | 8          | 0          | 4          | 537    | 249    | +288   | 16     |
| 4.º  | Griqualand West         | 12         | 7          | 1          | 4          | 437    | 322    | +115   | 15     |
| 5.º  | Eastern Transvaal       | 12         | 3          | 0          | 9          | 282    | 552    | -271   | 6      |
| 6.º  | Northern Free State     | 12         | 3          | 0          | 9          | 243    | 529    | -286   | 6      |
| 7.º  | South Western Districts | 12         | 0          | 0          | 12         | 216    | 840    | -624   | 0      |

### Cuartos de final
| 9 de octubre | Free State | 21 - 3 | South Eastern Transvaal | Free State Stadium, Bloemfontein |  |

| 9 de octubre | Northern Transvaal | 50 - 23 | Boland | Loftus Versfeld, Pretoria |  |

| 10 de octubre | Natal | 51 - 3 | Griqualand West | University of Natal, Durban |  |

| 10 de octubre | Transvaal | 56 - 22 | Western Province | Ellis Park Stadium, Johannesburgo |  |

### Semifinal
| 17 de octubre | Natal | 35 - 20 | Free State | University of Natal, Durban |  |

| 17 de octubre | Northern Transvaal | 21 - 31 | Transvaal | Loftus Versfeld, Pretoria |  |

### Final
| 24 de octubre | Transvaal | 15 - 33 | Natal | Ellis Park Stadium, Johannesburgo |  |

### Campeón
| Bandera de Sudáfrica |
| Campeón Natal        |
| Cuarto título        |